# Norbert Eder
Norbert Eder (født 7. november 1955 i Bibergau, død 2. november 2019) var en vesttysk fodboldspiller (forsvarer).
Han spillede 286 kampe i Bundesligaen for henholdsvis FC Nürnberg og Bayern München, inden han afsluttede sin karriere i Schweiz hos FC Zürich. Med Bayern var han med til at vinde tre tyske mesterskaber og en DFB-Pokaltitel.
Eder spillede desuden ni kampe for Vesttysklands landshold. Han var en del af den tyske trup til VM i 1986 i Mexico, og spillede alle holdets syv kampe, inklusive finalenederlaget til Argentina.

## Titler
Bundesligaen
- 1985, 1986 og 1987 med Bayern München

DFB-Pokal
- 1986 med Bayern München